# C (Programmiersprache)
C ist eine imperative und prozedurale Programmiersprache, die der Informatiker Dennis Ritchie in den frühen 1970er Jahren an den Bell Laboratories entwickelte. Seitdem ist sie eine der am weitesten verbreiteten Programmiersprachen.
Die Anwendungsbereiche von C sind sehr verschieden. Sie wird zur System- und Anwendungsprogrammierung eingesetzt. Die grundlegenden Programme aller Unix-Systeme und die Systemkernel vieler Betriebssysteme sind in C programmiert. Zahlreiche Sprachen, wie C++, Objective-C, C#, D, Java, JavaScript, LSL, PHP, Vala oder Perl, orientieren sich an der Syntax und anderen Eigenschaften von C.

## Geschichte

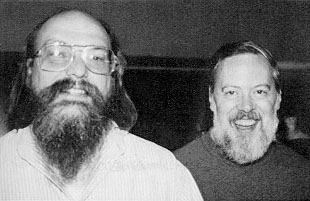
Ken Thompson (links) und Dennis Ritchie (rechts)

### Entstehung
C wurde 1969–1973 von Dennis Ritchie in den Bell Laboratories für die Programmierung des damals neuen Unix-Betriebssystems entwickelt. Er stützte sich dabei auf die Programmiersprache B, die er und Ken Thompson in den Jahren 1969/70 geschrieben hatten – der Name C entstand als Weiterentwicklung von B. B wiederum geht auf die von Martin Richards Mitte der 1960er-Jahre entwickelte Programmiersprache BCPL zurück. Ursprünglich war der Name NB („New B“) vorgesehen, daraus wurde schließlich C. Ritchie schrieb auch den ersten Compiler für C. 1973 war die Sprache so weit ausgereift, dass man nun den Unix-Kernel für die PDP-11 neu in C schreiben konnte.

### Weitere Entwicklung
K&R C erweiterte die Sprache um neue Schlüsselwörter wie long oder unsigned und führte die von Mike Lesk entwickelte I/O-Standardbibliothek und auf Empfehlung von Alan Snyder den Präprozessor ein.

## Standards
C ist eine Programmiersprache, die auf fast allen Computersystemen zur Verfügung steht. Um den Wildwuchs zahlreicher Dialekte einzudämmen, wurde C mehrfach standardisiert (C89/C90, C99, C11). Abgesehen vom Mikrocontrollerbereich, wo eigene Dialekte existieren, sind die meisten aktuellen PC-/Server-Implementierungen eng an den Standard angelehnt; eine vollständige Implementierung aktueller Standards ist aber selten. In den meisten C-Systemen mit Laufzeitumgebung steht auch die genormte C-Standard-Bibliothek zur Verfügung. Dadurch können C-Programme, die keine sehr hardwarenahe Programmierung enthalten, in der Regel gut auf andere Zielsysteme portiert werden.
Das Normungsgremium von C ist die ISO/IEC – Arbeitsgruppe JTC1/SC22/WG14 – C, kurz als WG14 bekannt.
Die nationalen Standardisierungsorganisationen übernehmen die Veröffentlichungen des internationalen Standards in an ihre Bedürfnisse angepasster Form.

Die 1978 erschienene erste Auflage von The C Programming Language beinhaltet den ehemaligen inoffiziellen Standard K&R C

### K&R C
Bis ins Jahr 1989 gab es keinen offiziellen Standard der Sprache. Seit 1978 galt hingegen das Buch The C Programming Language als informeller De-facto-Standard, welches Brian W. Kernighan und Dennis Ritchie im selben Jahr veröffentlicht hatten. Bezeichnet wird diese Spezifikation als K&R C.
Da in den folgenden Jahren die Zahl an Erweiterungen der Sprache ständig wuchs, man sich nicht auf eine gemeinsame Standard-Bibliothek einigen konnte und nicht einmal die UNIX-Compiler K&R C vollständig implementierten, wurde beschlossen, einen offiziellen Standard festzulegen. Nachdem dieser schließlich im Jahr 1989 erschienen war, blieb K&R C zwar noch für einige Jahre De-facto-Standard vieler Programmierer, verlor dann aber rasch an Bedeutung.

### ANSI C
Im Jahr 1983 setzte das American National Standards Institute (ANSI) ein Komitee namens X3J11 ein, das 1989 seine Arbeit abschloss und die Norm ANSI X3.159-1989 Programming Language C verabschiedete. Diese Version der Sprache C wird auch kurz als ANSI C, Standard C oder C89 bezeichnet.
Ein Jahr später übernahm die International Organization for Standardization (ISO) den bis dahin rein amerikanischen Standard auch als internationale Norm, die ISO/IEC 9899:1990, kurz auch als C90 bezeichnet. Die Namen C89 und C90 beziehen sich also auf dieselbe Version von C.
Nach der ersten Entwicklung durch ANSI und ISO wurde der Sprachstandard für einige Jahre kaum geändert. Erst 1995 erschien das Normative Amendment 1 zu C90. Es hieß ISO/IEC 9899/AMD1:1995 und wird auch kurz als C95 bezeichnet. Neben der Korrektur einiger Details wurden mit C95 internationale Schriftsätze besser unterstützt.

### C99
Nach einigen kleineren Revisionen erschien im Jahr 1999 der neue Standard ISO/IEC 9899:1999, kurz C99. Er war größtenteils mit C90 kompatibel und führte einige neue, teilweise von C++ übernommene Features ein, von denen einige bereits zuvor von verschiedenen Compilern implementiert worden waren. C99 wurde im Lauf der Jahre durch drei Technical Corrigendas ergänzt.

### C11
Im Jahr 2007 begann die Entwicklung eines neuen Standards mit dem inoffiziellen Arbeitstitel C1X. Er wurde im Dezember 2011 veröffentlicht und ist in der Kurzform als C11 bekannt. Neben einer besseren Kompatibilität mit C++ wurden der Sprache wiederum neue Features hinzugefügt.

### C18
Diese Norm entspricht der von C11 mit der Ausnahme von Fehlerkorrekturen und einem neuen Wert von __STDC_VERSION__ und wird daher im selben Umfang wie C11 unterstützt.
Der Standard wurde im Juni 2018 unter der Norm ISO/IEC 9899:2018 freigegeben.

## Verwendung

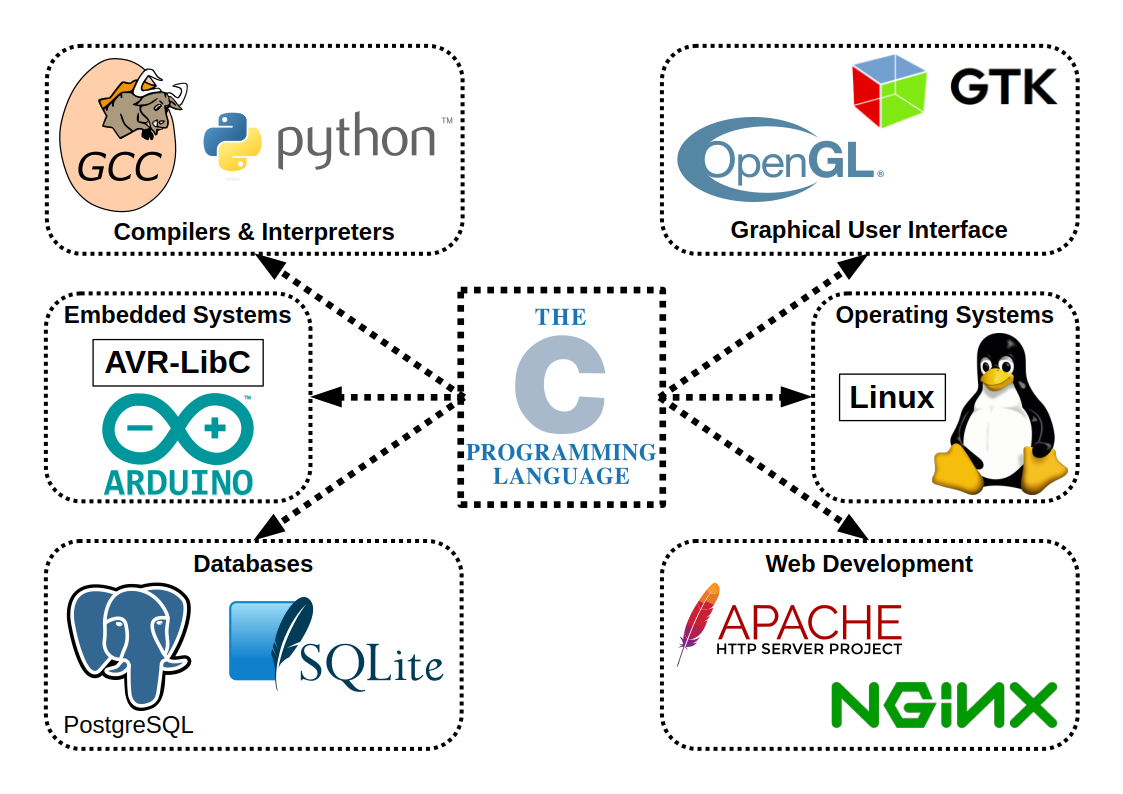
The C Programming Language

Trotz des eher hohen Alters ist die Sprache C auch heute weit verbreitet und wird sowohl im Hochschulbereich als auch in der Industrie und im Open-Source-Bereich verwendet.

### System- und Anwendungsprogrammierung
Das Haupteinsatzgebiet von C liegt in der Systemprogrammierung, insbesondere von eingebetteten Systemen, Treibern und Betriebssystemkernen. Der Grund liegt in der Kombination von erwünschten Charakteristiken wie Portabilität und Effizienz mit der Möglichkeit, Hardware direkt anzusprechen und dabei niedrige Anforderungen an eine Laufzeitumgebung zu haben.
Auch Anwendungssoftware wird oft in C erstellt, wobei die Relevanz der Sprache hier hinter andere zurückfiel, das ist besonders deutlich auf mobilen Plattformen. Viele Programmierschnittstellen für Anwendungsprogramme und Betriebssystem-APIs werden in Form von C-Schnittstellen implementiert, zum Beispiel Win32.

### Implementierung anderer Sprachen
Wegen der hohen Ausführungsgeschwindigkeit und geringen Codegröße werden Compiler, Programmbibliotheken und Interpreter anderer höherer Programmiersprachen (wie z. B. die Java Virtual Machine) oft in C implementiert.
C wird als Zwischencode einiger Implementierungen höherer Programmiersprachen verwendet. Dabei wird diese zuerst in C-Code übersetzt, der dann kompiliert wird. Dieser Ansatz wird verwendet, um ohne maschinenspezifische Entwicklung für den Codegenerator die Portabilität zu erhöhen (C-Compiler existieren für nahezu jede Plattform).
Einige Compiler, die C auf diese Art benutzen, sind Chicken, EiffelStudio, Esterel, PyPy, Sather, Squeak und Vala.
C wurde allerdings als Programmiersprache und nicht als Zielsprache für Compiler entworfen. Als Zwischensprache ist es daher eher schlecht geeignet. Das führte zu C-basierten Zwischensprachen wie C−−.
C wird oft für die Erstellung von Anbindungen (englisch bindings) genutzt (zum Beispiel Java Native Interface). Diese Anbindungen erlauben es Programmen, die in einer anderen Hochsprache geschrieben sind, Funktionen aufzurufen, die in C implementiert wurden. Der umgekehrte Weg ist oft ebenfalls möglich und kann verwendet werden, um in C geschriebene Programme mit einer anderen Sprache zu erweitern (z. B. mod perl).

## Syntax
C ist case-sensitiv.
Außerdem besitzt C eine sehr kleine Menge an Schlüsselwörtern. Die Anzahl der Schlüsselwörter ist so gering, weil fast alle Aufgaben, welche in anderen Sprachen über eigene Schlüsselwörter realisiert werden, über Funktionen der C-Standard-Bibliothek realisiert werden (zum Beispiel die Ein- und Ausgabe über Konsole oder Dateien, dynamische Speicherverwaltung usw.).
In C89 gibt es 32 Schlüsselwörter:
auto
break
case
char
const
continue
default
do
double
else
enum
extern
float
for
goto
if
int
long
register
return
short
signed
sizeof
static
struct
switch
typedef
union
unsigned
void
volatile
while
Mit C99 kamen fünf weitere dazu:
_Bool
_Complex
_Imaginary
inline
restrict
Mit C11 kamen sieben weitere hinzu:
_Alignas
_Alignof
_Atomic
_Generic
_Noreturn
_Static_assert
_Thread_local

### Hallo-Welt-Programm
Eine einfache Version des Hallo-Welt-Programms in C ist diejenige, die Ritchie und Kernighan selbst in der zweiten Auflage ihres Buches The C Programming Language verwendet haben. Zu beachten ist, dass im älteren ANSI C Standard kein Rückgabetyp angegeben werden muss, da der Compiler von einem impliziten int als Rückgabetyp ausgeht.
```
#include
 
<stdio.h>

main
()

{

  
printf
(
"hello, world
\n
"
);

}

```

### Datentypen

#### char
Zum Speichern eines Zeichens (sowie von kleinen Zahlen) verwendet man in C üblicherweise den Datentyp Character, geschrieben als char.
Vom Computer tatsächlich gespeichert wird nicht das Zeichen (wie zum Beispiel „A“), sondern eine gleichbedeutende mindestens acht Bit lange Binärzahl (z. B. 01000001). Diese Binärzahl steht im Speicher und kann anhand einer Tabelle jederzeit automatisch in den entsprechenden Buchstaben umgewandelt werden, wobei der aktuelle Zeichensatz bzw. die Codepage der Systemumgebung entscheidend ist. Zum Beispiel steht 01000001 gemäß der ASCII-Tabelle für das Zeichen „A“.
Um auch Zeichen aus Zeichensätzen aufnehmen zu können, die mehr Zeichen umfassen als der relativ kleine ASCII-Zeichensatz, wurde mit wchar_t bald ein zweiter für Zeichen konzipierter Datentyp eingeführt.
```
// gespeichert wird nicht das Zeichen „A“, sondern meist ein Byte ("01000001")

char
 
zeichen
 
=
 
'A'
;

// gibt das Zeichen mit der Ordnungszahl 65 aus (in ASCII ein „A“)

printf
(
"%c"
,
 
65
);

```

#### int
Zum Speichern einer Ganzzahl (wie zum Beispiel 3) verwendet man eine Variable vom Datentyp Integer, geschrieben als int. Die Größe eines Integers beträgt heutzutage (je nach Prozessorarchitektur und Betriebssystem) meist 32 Bit, manchmal noch 16 Bit und fast nie 64 Bit. In 16 Bit lassen sich 65536 verschiedene Werte speichern. Um die Verwendung von negativen Zahlen zu ermöglichen, reicht der Wertebereich bei 16 Bit gewöhnlich von -32768 bis 32767. Werden keine negativen Zahlen benötigt, kann der Programmierer mit unsigned int aber einen vorzeichenlosen Integer verwenden. Bei 16 Bit großen Integern ergibt das einen Wertebereich von 0 bis 65535.
Um den Wertebereich eines Integers zu verkleinern oder zu vergrößern, stellt man ihm einen der Qualifizierer short, long oder long long voran. Das Schlüsselwort int kann dann auch weggelassen werden, so ist long gleichbedeutend mit long int. Um zwischen vorzeichenbehafteten und vorzeichenlosen Ganzzahlen zu wechseln, gibt es die beiden Qualifizierer signed und unsigned. Für einen vorzeichenbehafteten Integer kann der Qualifizierer aber auch weggelassen werden, so ist signed int gleichbedeutend mit int. Die C-Standard-Bibliothek ergänzt diese Datentypen über die plattformunabhängige Header-Datei <stdint.h>, in der ein Set von Ganzzahltypen mit fester Länge definiert ist. Obwohl der Datentyp char für Textzeichen vorgesehen ist, können dessen Werte auch als ganze Zahlen mit einem Wertebereich von 0 bis 255 (unsigned) oder von -128 bis +127 (signed) verwendet werden. 
```
char
 
ganzzahl
 
=
 
1
;
      
// mindestens 8 Bit, also 256 mögliche Werte

short
 
ganzzahl
 
=
 
2
;
     
// mindestens 16 Bit, also 65536 mögliche Werte

int
 
ganzzahl
 
=
 
3
;
       
// mindestens 16 Bit, also 65536 mögliche Werte

long
 
ganzzahl
 
=
 
4
;
      
// mindestens 32 Bit, also 4294967296 mögliche Werte

long
 
long
 
ganzzahl
 
=
 
5
;
 
// mindestens 64 Bit, also 18446744073709551616 mögliche Werte

```

#### float und double
Zahlen mit Nachkommastellen werden in einem der drei Datentypen float, double und long double gespeichert. In den meisten C-Implementierungen entsprechen die Datentypen float und double dem international gültigen Standard für binäre Gleitpunktarithmetiken (IEC 559, im Jahr 1989 aus dem älteren amerikanischen Standard IEEE 754 hervorgegangen). Ein float implementiert das „einfach lange Format“, ein double das „doppelt lange Format“. Dabei umfasst ein float 32 Bit, ein double 64 Bit. doubles sind also genauer. Floats werden aufgrund dieses Umstands nur noch in speziellen Fällen verwendet. Die Größe von long doubles ist je nach Implementierung unterschiedlich, ein long double darf aber auf keinen Fall kleiner sein als ein double. Die genauen Eigenschaften und Wertebereiche auf der benutzten Architektur können über die Header-Datei <float.h> ermittelt werden.
```
// Genauigkeit ist jeweils implementierungsabhängig

float
 
kommazahl
 
=
 
0.000001f
;

double
 
kommazahl
 
=
 
0.000000000000002
;

long
 
double
 
kommazahl
 
=
 
0.3l
;

```

#### void
Der Datentyp void wird im C-Standard als „unvollständiger Typ“ bezeichnet. Man kann keine Variablen von diesem Typ erzeugen. Verwendet wird void erstens, wenn eine Funktion keinen Wert zurückgeben soll, zweitens wenn explizit eine leere Parameterliste für eine Funktion verlangt wird und drittens, wenn ein Zeiger auf „Objekte beliebigen Typs“ zeigen soll.
```
// Deklaration einer Funktion, die keinen Wert zurückgibt

void
 
funktionsname
();

// Deklaration einer Funktion, die int zurückgibt und keine Parameter akzeptiert

int
 
funktionsname
(
void
);

// Zeiger auf ein Objekt von beliebigem Typ

void
*
 
zeigername
;

```

#### Zeiger
Wie in anderen Programmiersprachen sind Zeiger in C Variablen, die statt eines direkt verwendbaren Wertes (wie das Zeichen „A“ oder die Zahl 5) eine Speicheradresse (wie etwa die Adresse 170234) speichern. Die Adressen im Speicher sind durchnummeriert. An der Speicheradresse 170234 könnte zum Beispiel der Wert 00000001 gespeichert sein (Binärwert der Dezimalzahl 1). Zeiger ermöglichen es, auf den Wert zuzugreifen, der an einer Speicheradresse liegt. Dieser Wert kann wiederum eine Adresse sein, die auf eine weitere Speicheradresse zeigt. Bei der Deklaration eines Zeigers wird zuerst der Datentyp des Objekts angegeben, auf das gezeigt wird, danach ein Asterisk, danach der gewünschte Name des Zeigers.
```
char
*
 
zeiger
;
   
// kann die Adresse eines Characters speichern

double
*
 
zeiger
;
 
// kann die Adresse eines Doubles speichern

```

#### Felder
Wie in anderen Programmiersprachen verwendet man in C Arrays, um mehrere Werte desselben Datentyps zu speichern. Die Werte eines Arrays haben aufeinanderfolgende Speicheradressen. Die Anzahl der verschiedenen Werte eines Arrays ist als Index des Feldes festgelegt. Da es in C keinen eigenen Datentyp für Strings gibt, werden Arrays auch verwendet, um Zeichenfolgen zu speichern.
```
// Definition eines Arrays mit 3 ganzzahligen Werten

int
 
zahlen
[]
 
=
 
{
 
17
,
 
0
,
 
3
 
};

// Array, das zur Speicherung eines Strings verwendet wird

char
 
string
[]
 
=
 
"Hallo, Welt!
\n
"
;

```

#### struct
Um verschiedenartige Daten in einer Variable zu speichern, verwendet man Structures, geschrieben als struct. Auf diese Weise können Variablen verschiedenen Datentyps zusammengefasst werden.
```
struct
 
person
 
{

    
char
*
 
vorname
;

    
char
 
nachname
[
20
];

    
int
 
alter
;

    
double
 
groesse
;

};

```

#### enum
Wie in anderen Programmiersprachen dient ein Enum in C dazu, mehrere konstante Werte zu einem Typ zu kombinieren.
```
enum
 
Temperatur
 
{
 
WARM
,
 
KALT
,
 
MITTEL
 
};

enum
 
Temperatur
 
heutige_temperatur
 
=
 
WARM
;

if
 
(
heutige_temperatur
 
==
 
KALT
)

    
printf
(
"Warm anziehen!"
);
 
// wird nicht ausgegeben, da es heute „WARM“ ist

```

#### typedef
Das Schlüsselwort typedef wird zur Erstellung eines Alias für einen Datentyp verwendet.
```
// legt den Alias "Ganzzahl" für den Datentyp "int" an

typedef
 
int
 
Ganzzahl
;

// ist jetzt gleichbedeutend zu: int a, b;

Ganzzahl
 
a
,
 
b
;

```

#### _Bool
Bis zum C99-Standard gab es keinen Datentyp zum Speichern eines Wahrheitswerts. Erst seit 1999 können Variablen als _Bool deklariert werden und einen der beiden Werte 0 (falsch) oder 1 (wahr) aufnehmen.
```
_Bool
 
a
 
=
 
1
;
 
// seit C99

```

Durch explizite Verwendung der Header-Datei stdbool.h ist die verbreitete Verwendung des logischen Datentyps bool mit den zwei möglichen Ausprägungen true bzw. false möglich:
```
#include
 
<stdbool.h>

bool
 
a
 
=
 
true
;
 
// seit C99

```

#### _Complex und _Imaginary
Seit C99 gibt es drei Gleitkomma-Datentypen für komplexe Zahlen, welche aus den drei Gleitkommatypen abgeleitet sind: float _Complex, double _Complex und long double _Complex. Ebenfalls in C99 eingeführt wurden Gleitkomma-Datentypen für rein imaginäre Zahlen: float _Imaginary, double _Imaginary und long double _Imaginary.

### Funktionen
Ein C-Programm besteht aus der main-Funktion und optional aus weiteren Funktionen. Weitere Funktionen können entweder selbst definiert werden oder vorgefertigt aus der C-Standard-Bibliothek übernommen werden.

#### main
Jedes C-Programm muss eine Funktion mit dem Namen main haben, anderenfalls wird das Programm nicht kompiliert. Die main-Funktion ist der Einsprungpunkt eines C-Programms, das heißt die Programmausführung beginnt immer mit dieser Funktion.
```
// das kürzeste mögliche standardkonforme C89-Programm

main
(){
return
 
0
;}

```

```
// das kürzeste mögliche standardkonforme C99-Programm

int
 
main
(){}

```

Außer der main-Funktion müssen in einem C-Programm keine weiteren Funktionen enthalten sein. Sollen andere Funktionen ausgeführt werden, müssen sie in der main-Funktion aufgerufen werden. Die main-Funktion wird deshalb auch als Hauptprogramm bezeichnet, alle weiteren Funktionen als Unterprogramme.

#### Selbstdefinierte Funktionen
In C lassen sich beliebig viele Funktionen selbst definieren. Eine Funktionsdefinition besteht erstens aus dem Datentyp des Rückgabewerts, zweitens dem Namen der Funktion, drittens einer eingeklammerten Liste von Parametern und viertens einem eingeklammerten Funktionsrumpf, in welchem ausprogrammiert wird, was die Funktion tun soll.
```
// Datentyp des Rückgabewerts, Funktionsname und zwei Parameter

int
 
summe
(
int
 
x
,
 
int
 
y
)
 
{

    
// Funktionsrumpf, hier wird die Summe berechnet und zurückgegeben

    
return
 
x
 
+
 
y
;

}

int
 
main
()
 
{

    
// die Funktion wird mit den Werten 2 und 3 aufgerufen, der Rückgabewert

    
// wird in der Variable „ergebnis“ gespeichert

    
int
 
ergebnis
 
=
 
summe
(
2
,
 
3
);

    
// main gibt den Wert von „ergebnis“ zurück

    
return
 
ergebnis
;

}

```

Für die Definition einer Funktion, die nichts zurückgeben soll, verwendet man das Schlüsselwort void. Ebenso falls der Funktion keine Parameter übergeben werden sollen.
```
#include
 
<stdio.h>

void
 
begruessung
()
 
{

    
puts
(
"Hi!"
);

    
return
;

}

```

#### Funktionen der C-Standard-Bibliothek
Die Funktionen der Standard-Bibliothek sind nicht Teil der Programmiersprache C. Sie werden bei jedem standardkonformen Compiler im hosted environment mitgeliefert und können verwendet werden, sobald man die jeweils entsprechende Header-Datei eingebunden hat. Beispielsweise dient die Funktion printf zur Ausgabe von Text. Sie kann verwendet werden, nachdem man die Header-Datei stdio.h eingebunden hat.
```
#include
 
<stdio.h>

int
 
main
()
 
{

    
printf
(
"hello world!
\n
"
);

    
return
 
0
;

}

```

### Anweisungen
Eine Funktion besteht aus Anweisungen. Wie in den meisten Programmiersprachen sind die wichtigsten Anweisungen: Deklarationen und Definitionen, Zuweisungen, bedingte Anweisungen, Anweisungen die Schleifen umsetzen sowie Funktionsaufrufe. Im folgenden, eher sinnlosen Programm finden sich Beispiele.
```
// Unterprogramme

void
 
funktion_die_nichts_tut
()
 
{
 
// Definition

    
return
;
                      
// Return-Anweisung

}

int
 
plus_eins_funktion
(
int
 
argument
)
 
{
 
// Definition

    
return
 
argument
 
+
 
1
;
               
// Return-Anweisung

}

// Hauptprogramm

int
 
main
()
 
{
                         
// Definition

    
int
 
zahl
;
                        
// Definition

    
funktion_die_nichts_tut
();
       
// Funktionsaufruf

    
zahl
 
=
 
5
;
                        
// Zuweisung

    
zahl
 
=
 
plus_eins_funktion
(
zahl
);
 
// Funktionsaufruf und Zuweisung

    
if
 
(
zahl
 
>
 
5
)
  
// bedingte Anweisung

        
zahl
 
-=
 
1
;
 
// Zuweisung: der Wert von „zahl“ ist wieder „5“

    
return
 
0
;
 
// Return-Anweisung

}

```

### Namensgebung
Beim Benennen von eigenen Variablen, Konstanten, Funktionen und Datentypen muss man sich an einige Regeln zur Namensgebung halten. Erstens muss das erste Zeichen eines Bezeichners ein Buchstabe oder Unterstrich sein. Zweitens dürfen die folgenden Zeichen nur die Buchstaben A bis Z und a bis z, Ziffern und der Unterstrich sein. Und drittens darf der Name keines der Schlüsselwörter sein.
Seit C95 sind auch Zeichen aus dem Universal Coded Character Set in Bezeichnern erlaubt, sofern die Implementierung es unterstützt. Die erlaubten Zeichen sind in Anhang D des ISO-C-Standards aufgelistet. Vereinfacht gesagt, sind es all jene Zeichen, die in irgendeiner Sprache als Buchstabe oder buchstabenähnliches Zeichen Verwendung finden.
Ab C99 lassen sich diese Zeichen plattformunabhängig über eine Escape-Sequenz wie folgt ersetzen:
- \uXXXX (wobei X für eine Hexadezimalziffer steht) für Zeichen mit einem Code von 00A0hex bis FFFFhex.
- \UXXXXXXXX für alle Zeichen mit einem Code ≥00A0hex.

Bestimmte Bezeichner sind außerdem für die Implementierung reserviert:
- Bezeichner, die mit zwei aufeinanderfolgenden Unterstrichen beginnen
- Bezeichner, die mit Unterstrich gefolgt von einem Großbuchstaben anfangen.

Erweiterungen am Sprachkern, die neue Schlüsselwörter erfordern, verwenden dafür ebenfalls Namen aus diesem reservierten Bereich, um zu vermeiden, dass sie mit Bezeichnern in existierenden C-Programmen kollidieren, z. B. _Complex, _Generic, _Thread_local.

## Standardbibliothek
Die C-Standard-Bibliothek ist integraler Bestandteil einer gehosteten (engl. hosted) C-Implementierung. Sie enthält unter anderem Makros und Funktionen, die mittels der Standard-Header-Datei verfügbar gemacht werden. Auf freistehenden (englisch freestanding) Implementationen dagegen kann der Umfang der Standardbibliothek eingeschränkt sein.
Die Standardbibliothek ist aufgeteilt in mehrere Standard-Header-Dateien, die hinzugelinkte Bibliothek ist jedoch oft eine einzige große Datei.
- „Gehostet“: C-Compiler und Programm befinden sich in einer Betriebssystem-Umgebung, welche übliche Dienste bietet (z. B. ein Dateisystem, textuelle Ein- und Ausgabekanäle, Speichermanagement).
- „Freistehend“: Das C-Programm läuft nicht unter einem Betriebssystem, sondern muss alle Gerätefunktionen selbst implementieren. Häufig stehen dennoch zumindest einige Bibliotheken vorab zur Verfügung. Hier finden häufig Cross-Compiler (auch „Target-Compiler“) Verwendung.

## Module
Eine Modularisierung in C erfolgt auf Dateiebene. Eine Datei bildet eine Übersetzungseinheit; intern benötigte Funktionen und Variablen können so vor anderen Dateien verborgen werden. Die Bekanntgabe der öffentlichen Funktionsschnittstellen erfolgt mit sogenannten Header-Dateien. Damit verfügt C über ein schwach ausgeprägtes Modulkonzept.
Das globale Sprachdesign sieht vor, dass ein Programm aus mehreren Modulen bestehen kann.
Für jedes Modul existiert eine Quellcode-Datei (mit der Endung .c) und eine Header-Datei (mit der Endung .h). Die Quellcode-Datei enthält im Wesentlichen die Implementierung, die Header-Datei das Interface nach außen. Beide Dateien konsistent zu halten, ist bei C (wie auch bei C++, aber nicht mehr in C#) Aufgabe des Programmierers.
Module, die Funktionen aus anderen Modulen benutzen, inkludieren deren Header-Dateien und geben dem Compiler damit die notwendigen Informationen über die vorhandenen Funktionen, Aufrufkonventionen, Typen und Konstanten.
Jedes Modul kann für sich übersetzt werden und erzeugt eine Object-Datei.
Mehrere Object-Dateien können zu einer Bibliothek zusammengefasst oder einzeln verwendet werden.
Mehrere Object-Dateien sowie Bibliotheken (die auch nur eine Sammlung von Objekt-Dateien sind) können mittels Linker (deutsch: Binder) zu einem ausführbaren Programm gebunden werden.

## Undefiniertes Verhalten
Undefiniertes Verhalten (undefined behavior) ist nach der Definition des C-Standards „Verhalten bei Verwendung eines nicht portablen oder fehlerhaften Programmkonstrukts oder von fehlerhaften Daten, an die diese internationale Norm keine Anforderungen stellt“. Dies kann beispielsweise die Dereferenzierung eines Nullzeigers, die Division durch Null, der Zugriff auf Variablen durch Zeiger eines falschen Typs oder ein Überlauf bei vorzeichenbehafteten Ganzzahlen sein.
Unter der Annahme, dass undefiniertes Verhalten in einem korrekten Programm nicht vorkommt, optimieren bestimmte Compiler solche Konstrukte in einer Weise, die das beobachtbare Verhalten verändern kann, etwa durch Entfernen von Code, der als nicht erreichbar eingestuft wird.
Allgemein kann diese Art der Optimierung dazu führen, dass getestete Programme mit anderen Optimierungsstufen oder neueren Compilerversionen fehlerhaftes Verhalten zeigen. Dieses Compilerverhalten wird teilweise kontrovers diskutiert. Auch kann in der hardwarenahen Programmierung mit C die Verwendung von z. B. Überläufen oder uninitialisierten Variablen zur Laufzeitoptimierung des Codes genutzt werden.
Geht der Compiler z. B. bei einer Schleife
```
  
for
 
(
int
 
i
=
n
;
 
i
<
n
+
10
;
 
i
++
)

```

davon aus, dass kein Überlauf auftritt und sie daher höchstens zehnmal durchlaufen wird, kann dies ihn dazu veranlassen, eine vorherige Überprüfung auf Überlauf
```
  
if
 
(
n
 
<
 
n
 
+
 
10
)

```

als unnötigen Code entfernen. Solche Optimierungen können ihrerseits zu unerwünschtem Verhalten einschließlich registrierter Sicherheitslücken führen (siehe z. B.: CVE) führen.

## Compiler
Am weitesten verbreitet ist der seit 1987 bestehende freie C-Compiler der GNU Compiler Collection. Unter Windows ist auch der seit 1993 entwickelte Compiler Visual C++ weit verbreitet. Neben diesen beiden stehen zahlreiche weitere Compiler zur Verfügung.
Da es in C vergleichsweise wenige Schlüsselwörter gibt, ergibt sich der Vorteil eines sehr einfachen, kleinen Compilers. Auf neuen Computersystemen ist C deshalb oft die erste verfügbare Programmiersprache (nach Maschinencode und Assembler).

## Beziehung zu Assembler, Portierbarkeit
Die Programmiersprache C wurde mit dem Ziel entwickelt, eine echte Sprachabstraktion zur Assemblersprache zu implementieren. Es sollte eine direkte Zuordnung zu wenigen Maschineninstruktionen geben, um die Abhängigkeit von einer Laufzeitumgebung zu minimieren. Als Resultat dieses Designs ist es möglich, C-Code auf einer sehr hardwarenahen Ebene zu schreiben, analog zu Assemblerbefehlen. Die Portierung eines C-Compilers auf eine neue Prozessorplattform ist, verglichen mit anderen Sprachen, wenig aufwendig. Beispielsweise ist der freie GNU-C-Compiler (gcc) für eine Vielzahl unterschiedlicher Prozessoren und Betriebssysteme verfügbar. Für den Entwickler bedeutet das, dass unabhängig von der Zielplattform fast immer auch ein C-Compiler existiert. C unterstützt damit wesentlich die Portierbarkeit von Programmen, sofern der Programmierer auf Assemblerteile im Quelltext und/oder hardwarespezifische C-Konstrukte verzichten kann. In der Mikrocontroller-Programmierung ist C die mit Abstand am häufigsten verwendete Hochsprache.

## Sicherheit
Konzeptionell ist C auf eine einfache Kompilierbarkeit der Quelltexte und für den schnellen Ablauf des Programmcodes ausgelegt. Die Compiler erzeugen in der Regel aber nur wenig Code zur Gewährleistung der Datensicherheit und Betriebssicherheit während der Laufzeit der Programme. Daher wird zunehmend versucht, diese Mängel durch formale Verifikation aufzudecken und zu korrigieren beziehungsweise durch zusätzliche vom Programmierer zu erstellende Quelltexte zu beheben.
C schränkt direkte Speicherzugriffe kaum ein. Dadurch kann der Compiler (anders als zum Beispiel in Pascal) nur sehr eingeschränkt bei der Fehlersuche helfen. Aus diesem Grund ist C für sicherheitskritische Anwendungen (Medizintechnik, Verkehrsleittechnik, Raumfahrt) weniger geeignet. Wenn in diesen Bereichen dennoch C eingesetzt wird, so wird in der Regel versucht, die Qualität der erstellten Programme durch zusätzliche Prüfungen wie Softwaretests mit hoher Testabdeckung zu erhöhen.
C enthält einige sicherheitskritische Funktionen; so überschreibt zum Beispiel gets(), in alten Standards eine Funktion der Standardbibliothek, fremde Speicherbereiche (Pufferüberlauf), wenn es auf eine unpassende (zu lange) Eingabe stößt. Der Fehler ist innerhalb von C weder bemerk- noch abfangbar. Um den großen Vorteil von C – die Existenz zahlreicher älterer Quellcodes – nicht zu verlieren, unterstützen auch aktuelle Implementierungen weiterhin diese und ähnliche Funktionen, warnen jedoch in der Regel, wenn sie beim Übersetzen im Quelltext benutzt werden. gets() wurde mit C11 endgültig aus der Sprachspezifikation entfernt.
C ist nicht typsicher, da verschiedene Datentypen zuweisungskompatibel gehandhabt werden können.